# Beyond (serie televisiva)
Beyond è una serie televisiva drammatica di fantascienza statunitense creata da Adam Nussdorf e trasmessa su Freeform dal 1º gennaio 2017. La serie è interpretata da Burkely Duffield, Dilan Gwyn, Jeff Pierre, Jonathan Whitesell, Michael McGrady, e Romy Rosemont. Il 10 gennaio 2017, Freeform ha rinnovato la serie per una seconda stagione di 10 episodi, andata in onda dal 18 gennaio 2018 al 22 marzo 2018. Il 29 marzo 2018, Freeform ha annunciato di aver cancellato la serie dopo due stagioni.

## Trama
Holden Matthew si risveglia dopo essere stato 12 anni in coma e scopre di avere delle abilità soprannaturali, e proprio questo lo fanno finire nel mezzo di una cospirazione pericolosa. Ora che si è risvegliato dal coma, Holden vuole capire cosa gli è successo durante i dodici anni passati e come vivere in un mondo che è cambiato molto mentre era in coma. Tuttavia, forse la domanda più importante di tutte è perché è successo proprio a lui di oltrepassare la linea spazio-temporale della Terra e di finire nell'aldilà. Mentre Holden cerca di adattarsi all'età adulta, una misteriosa donna di nome Willa lo avverte di non fidarsi delle persone che lo circondano.

## Personaggi e interpreti
- Holden Matthews, interpretato da Burkely Duffield
- Willa Frot, interpretata da Dilan Gwyn
- Kevin McArdle,[2] interpretato da Jordan Calloway
- Luke Matthews, interpretato da Jonathan Whitesell
- Tom Matthews, interpretato da Michael McGrady
- Diane Matthews, interpretata da Romy Rosemont